# Harry Stockwell
Harry Bayless Stockwell (27 de abril de 1902, Kansas City, Misuri - 19 de julio de 1984, Nueva York, Nueva York) fue un actor y cantante estadounidense. 
Fue hijo de William Henry Stockwell y de su esposa Cora Ellen Teter.
Hizo su debut en el cine en la película de 1935, Comienza la música. Sin embargo, su consagración en la fama le llegó en 1937, al prestar su voz al "Príncipe Florian" en el clásico animado de Walt Disney, Blancanieves y los Siete Enanitos (1937), junto a Adriana Caselotti. Harry Stockwell fue también un destacado intérprete de Broadway. En 1943, reemplazó como Alfred Drake "Curly", el papel principal en Broadway, Oklahoma!. Permaneció en el papel hasta 1948. 
Estaba casado con la actriz de teatro Elizabeth Margaret Veronica (1930 a 1947) y luego actriz Nina Olivette (1963), y fue el padre de los actores Dean Stockwell y Guy Stockwell.